# لمانز ۲۴ ساعته ۲۰۲۲

برنده مسابقه خودرو شماره ۸ تویوتا جی‌ار۰۱۰ هایبرید

۹۰امین لمانز ۲۴ ساعته (فرانسوی: 90e 24 Heures du Mans) یک رویداد ۲۴ ساعته استقامتی اتومبیلرانی بود که در مقابل ۲۴۴۲۰۰ تماشاگر در تاریخ ۱۱ و ۱۲ ژوئن ۲۰۲۲ در پیست د لا سارت، در نزدیکی ر لو مان، فرانسه با حضور خودروهای کلاس لمانز هایپرکار (هایپرکار)، لمانز پروتوتایپ (ال‌ام‌پی) و خودروهای گرند تورینگ (جی‌تی‌ای) برگزار شد. این نودمین دوره این رویداد بود که توسط باشگاه اتومبیل‌رانی غرب برگزار شد، این مسابقه همچنین سومین دور از مسابقات قهرمانی استقامتی جهان ۲۰۲۲ نیز بود. یک روز آزمون یک هفته قبل از مسابقه در ۵ ژوئن برگزار شد.
خودروی تویوتا جی‌ار۰۱۰ هایبرید به رانندگی سباستین بوئمی، برندون هارتلی و ریو هیرکاوا پس از اینکه هارتلی سریع‌ترین زمان کلی در جلسه هایپرپل را ثبت کرد، از جایگاه اول مسابقه را آغاز کرد. این سه راننده در ۲۷۴ دور از ۳۸۰ دور مسابقه پیشتاز بودند و با دو دقیقه و ۱.۲۲۲ ثانیه اختلاف نسبت به هم‌تیمی‌های خود، مایک کانوی، کاموئی کوبایاشی و خوزه ماریا لوپز (که با خودرو دوم  تویوتا جی‌ار۰۱۰ هایبرید رانندگی می‌کردند) به پیروزی رسیدند. این چهارمین پیروزی بوئمی در لمانز، سومین پیروزی هارتلی، اولین پیروزی هیرکاوا و پنجمین قهرمانی پیاپی تویوتا بود. خودروی گلیکنهاوس اس‌سی‌جی ۰۰۷ ال‌ام‌اچ با  رانندگی رایان بریسکو، فرانک مایو و ریچارد وستبروک رانده میشد، با پنج دور اختلاف در جایگاه سوم قرار گرفت.
تیم جوتا اسپرت متشکل از روبرتو گونزالز، آنتونیو فلیکس دا کوستا و ویل استیونز با خودروی اورکا ۰۷ در این مسابقه حضور داشتند، در کلاس لمانز پروتوتایپ ۲ (ال‌ام‌پی۲) پیروز شدند و تنها در ۱۵ دور از مسابقه پیشتاز نبودند. تیم تازه‌وارد پریما متشکل از لورنزو کلمبو، لوئیز دله‌تراز و رابرت کوبیکا با اختلاف دو دقیقه و ۲۱ ثانیه در جایگاه دوم قرار گرفت. سکوی این کلاس با تیم دوم جوتا به رانندگی جاناتان ابراین، اد جونز و اولیور راسموسن که در جایگاه سوم قرار گرفتند، تکمیل شد.
در مسابقه نهایی دسته لمانز گرند تورینگ (ال‌ام‌جی‌تی‌ای پرو) در لمانز، خودروی شماره ۹۱ پورشه ۹۱۱ آراس‌آر-۱۹ به رانندگی جیانماریا برونی، ریچارد لیتز و فردریک ماکوییکی در این کلاس به پیروزی رسید. خودروی شماره ۵۱ فراری ۴۸۸ جی‌تی‌ای ایو با تیم ای‌اف کورس که توسط جیمز کالادو، الساندرو پیرگیدی و دنیل سرا به اشتراک گذاشته شد، در رده دوم قرار گرفت.
آستون مارتین در دسته لمانز گرند تورینگ آماتور (ال‌ام‌جی‌تی‌ای آماتور) با خودروی آستون مارتین ونتیج جی‌تی‌ای که توسط تیم تی‌اف اسپرت مدیریت میشد و ترکیب رانندگان هنریک چاوِز، بن کیتینگ و مارکو سورنسن را داشت به پیروزی رسید. این خودرو با ۴۴.۴۴۶ ثانیه اختلاف نسبت به پورشه ۹۱۱ آراس‌آر-۱۹ تیم WeatherTech Racing به رانندگی جولین آندلائر، کوپر مکنیل و توماس مریل پیشی گرفت.